# امینی هروی
صدرالدین ابراهیم معروف به امینی هروی (۸۸۲ تا ۹۴۱ق) تاریخ‌نویس، کارگزار و شاعر هراتی بود. او مدتی را به‌عنوان وزیر در دربار حسین بایقرا تیموری (۸۷۳ تا ۹۱۱ق) کار کرده بود. پس از آنکه محمد شیبانی معروف به شیبک‌خان سمرقند و سپس هرات را از دست جانشینان حسین بایقرا گرفت؛ امینی نیز گرفتار شد. سپس در نبرد شیبانی و اسماعیل صفوی (۹۱۶ق)، هرات به دست اسماعیل افتاد و  امینی به او پیوست. در حمله بایرام اغلو ازبک به هرات (۹۴۱ق)، امینی کشته شد.

## آثار
1. کتاب مناجات در شرح و ترجمه مناجات امام علی
2. نظم الجواهر در شرح دیوان امام علی
3. فتوحات شاهی یا فتوحات امینی به دستور اسماعیل یکم[۲]
4. مناظره مهر و مکتوب
5. دیوان شعر[۱]